# Bolen
Bolen (Aspius aspius) vrsta je slatkovodne ribe porodice šarana (lat. Cyprinidae), roda boleni (lat. Aspius), reda šaranki (lat. Cypriniformes).
Poznat je i pod nazivima: bucov, albuk, bajn.

## Osnovna obilježja
Bolen općenito pripada najvećim ribama cijele porodice: svojom uobičajenom težinom 2–4 kg, ali često dostiže gotovo 70 centimetara duljine i 8 kg težine, neki čak duljinu 120 cm i 12 kg. Prilično široka leđa ove ribe (dvostruko od širine tijela) su modrikasto‑siva, bokovi tijela srebrni s modrikastim sjajem, bijeli trbuh, leđna i repna peraja su sive i plave nijanse, a ostale su svjetlo‑sive boje s crvenkastom primjesom, žute oči sa zelenom prugom na gornjoj polovici, ima velika usta. Repna i leđna peraja u bolena su vrlo jaka i široka, i dok iskače iz vode, širi ih i čine se još većima.
Zadržava se oko ušća rukavaca i u jezerima povezanim s rijekama. Mlade ribe žive u jatima, a starije samotnjački. 
Živi oko 10 godina .
Najveći ulovljeni primjerci su u Kupi 10 kg, u kanalu Kupa-Kupa 7 kg, u Savi 15 kg

## Stanište i ponašanje
Bolen je rasprostranjen u gotovo svim velikim i srednje‑velikim rijekama koje utječu u Sjeverno, Baltičko, Crno, Kaspijsko i Azovsko more, a nedavno je također pronađen u Sir-Darji, Amu-Darji i Zeravshanu (A. erythrostomus). U Sibiru, međutim, nema bolena i općenito on pripada isključivo zemljama središnje Europe: pronađen je u cijeloj Njemačkoj, Austriji, Danskoj, Švedskoj i Norveškoj, a u Francuskoj, Engleskoj i južnoj Europi nije pronađen. U Rusiji bolena nema samo u rijekama koje teku u Bijelo more i Arktički ocean te njegova sjeverna granice prolazi u južnoj Finskoj, u Kareliji, gdje dolazi do jezera Onjega, iako se još susreće u jezeru Ladoga. U Baltičkim zemljama, također Poljskoj, bolen je još uvijek prilično rijedak i uglavnom ova riba pripada slivu Crnog mora i Kaspijskog jezera. Ona je samo još mnogobrojna u Uralu, Volgi i njezinim glavnim pritokama, također u Kuri, Dnjeparu; u Dnjestaru i Bugu već su malobrojni. U malim, barem manjim, rijekama i malim jezerima bolen se ne susreće. Iz Volge, on povremeno dolazi u jezero Seliger, nailazi se također u Ladoškom jezeru, Iljmenu i Pskovskom, no i to vrlo rijetko.
U ustajalim barama bolen se uopće ne pojavljuje, jako rijetko, slučajno, zamjećuje se u poplavljenim jezerima, ali vrlo dobro se razmnožava u gotovo ustajalim izvorskim jezercima, ako je tamo bio nasađen. U ovu grupu spadaju, na primjer, ribnjaci u blizini samostana. Na takvim lokacijama, mali i srednji boleni mogu se vidjeti u cijelim jatima; u rijekama ta riba vodi samotnjački način života, a nalazi se u malim jatima samo prije zrelosti, do 3‑godišnjeg ili čak i 2‑godišnjeg uzrasta; samo na zimovanju, koje je u dubokim jamama, može se naći nekoliko desetaka bolena. Vjerojatno se oni pojavljuju pred zamrzavanjem rijeke i pod ledom gotovo ništa ne jedu.
Sa zimskih staništa boleni izlaze, vjerojatno s prvim proljetnim prirastom vode, zajedno s jezom, jer se mrijesti malo kasnije od njega, a ponekad gotovo istovremeno. Iako se diže vrlo visoko, ne voli zalaziti na mrijest u male rječice, poput jeza, te izbacuje jajašca u plićacima. Samo u ovo vrijeme može se vidjeti na desetke velikih primjeraka, a i onda tek rijetko, zato što se vjeruje da se ove ribe mrijeste u parovima. To je indirektno potvrđeno promatranjem Terletskog, koji je lovio u proljeće jako ranjene bolene s izbitim ljuskama i krvavim podljevima, te budući sam svjedokom borbe mužjaka bolena, sugerira da su te rane nanešene tijekom posljednjih dvoboja zbog ženki. 
Bolen je posve dnevna riba. On voli svjetlost, prostor te počiva na dnu i na dubini samo noću.

## Način hranjenja
Plijen bolena uglavnom su uklije, klenovi i krkuše, ovisno o terenu, i to: prve u mirnim i dubokim bazenima, druge na brzim plićacima, a posljednje na pješčanim sprudovima.
Tipični je grabežljivac, koji krstari uz rubove lopoča ili granja u vodi u potrazi za neopreznom ribom. Često se zalijeće u jata sitnih riba udarajući ih tijelom i repom. Uplašene ribice skaču na sve strane. Kad ponovo padnu u vodu za trenutak gube orijentaciju i tad ih on zgrabi. Nema zubi pa je u lovu slabo uspješan. U brzacima i brzim strujama svoj plijen sačekuje u zasjedi, zaklonjen iza nekog kamena ili prepreke. Ribice koje uđu i pokušaju plivati uz struju su spore. Tada munjevito napada. Hrani se u glavnom sitnim ribama, žabama i pticama što žive uz vodu.

## Razmnožavanje
Mrijesti se između travnja i lipnja, ženka ima od 80 do 100 tisuća jajašaca, što vrijedi samo za male primjerke, oko 1,2 kg, koji se mrijeste prvi put. Naizgled, to su trogodišnjaci.
Mužjaci se razlikuju od ženki, kao i uvijek, manje su veličine i debljine, osim toga, kod njih na cijeloj glavi, gotovo na svim ljuskama i na prsnim perajama se zamjećuju granulaste kvržice.
Mriještenje bolena odvija se vjerojatno danju, poput jeza, isto kao i on je dnevna riba. Izbacivši jajašca boleni, iscrpljeni dugim zimskim postom i mrijestom, izuzetno su slabi i teško će uhvatiti bilo kakvu zdravu ribu, no oni se sada počinju vrlo pohlepno hraniti crvima, zato su često uhvaćeni na dnu, i ne pokazuju gotovo nikakav otpor.

## Gastronomska vrijednost
Vrlo ukusnog bijelog mesa, ali ima puno kostiju. Kod većih primjeraka kosti je lako ukloniti jer su velike.

## Strani nazivi
Asp (engleski); Rapfen (njemački); Aspio (talijanski); Aspe (francuski); Жерех, Шереспер (ruski)

## Vanjske poveznice
|  | Zajednički poslužitelj ima stranicu o temi Bolen    |
|  | Zajednički poslužitelj ima još gradiva o temi Bolen |
|  | Wikivrste imaju podatke o taksonu Bolen             |
|  | Wječnik ima rječničku natuknicu bolen               |